# Hrvatska pravaška zajednica
Hrvatska pravaška zajednica (HPZ) je hrvatska politička stranka pravaškog svjetonazora i desnog usmjerenja, sa sjedištem u Rijeci. Predsjednik stranke je Zvonko Čapko.
Početak stranke je u pravaškoj koaliciji također zvanoj HPZ. Naime u Zagrebu su 9. studenoga 2000. Hrvatska čista stranka prava (HČSP), Hrvatski obrambeni red (HOR), Hrvatski oslobodilački pokret (HOP) i Nezavisna stranka prava (NSP) osnovali Hrvatsku pravašku zajednicu, kao savez političkih stranaka pravaške orijentacije. Sporazum o osnivanju te zajednice potpisali su uime HČSP-a Ivan Gabelica, HOR-a Branimir Petener, HOP-a Ivan Šebelj i uime NSP-a Zvonimir Kramarić.
Svaka je stranka zadržala svoju zasebnost unutar Zajednice, a cilj je bio zajednički nastup protiv svih protuhrvatskih i nedemokratskih ideja i postupaka, a posebno borba protiv jugoslavenstva i stupanja Hrvatske u bilo kakve balkanske ili južnoslavenske saveze i obrana potpune hrvatske državne suverenosti od bilo kojih i bilo čijih pritisaka i ugrožavanja.
21.9.2011. mijenjaju naziv u Volim Hrvatsku.
Kasnije su HČSP i HOP izišli iz koalicije, a HOR i NSP su se 2007. stopili u zajedničku novu stranku – današnji HPZ.